# Budstikken (kurervirksomhed)
 For alternative betydninger, se Budstikken. (Se også artikler, som begynder med Budstikken)
Budstikken var en dansk kurervirksomhed med primært indenrigs kurerforsendelser. Budstikken var et franchisekoncept, hvor Budstikken Transport A/S var franchisegiver for selvstændige franchisetagere i Danmark. Kurervirksomheden blev grundlagt i 1981 og købt af Post Danmark i 1999. Ved overtagelsen havde Budstikken afdelinger i 12 danske byer og opererede med ca. 100 kurerbiler, mens Post Danmarks kurervirksomhed Jetpost havde ca. 40, hvilket fik avisen Berlingske til at spørge ved overtagelsen, om det var musen, der overtog elefanten. Tilsammen stod den forenede virksomhed for en fjerdedel af det danske bilbaserede kurermarked på overtagelsestidspunktet. I 2013 indgik det i fusionen med TransportGruppen og HIT og gik herefter under navnet PostNord logistics.

## Reference
1. ↑  "Arkiveret kopi". Arkiveret fra originalen 6. december 2004. Hentet 25. september 2019.
2. 1 2  Post Danmark køber Budstikken. Artikel i Berlingske 25. februar 199.
3. ↑  PostNord samler sine transportfirmaer

| Firma | Spire Denne artikel om et firma eller en virksomhed er en spire som bør udbygges. Du er velkommen til at hjælpe Wikipedia ved at udvide den. |